# 菲律賓國徽
菲律宾共和国的国徽呈盾形，盾形的下面有一条飘带，上面写着“菲律宾共和国”。盾形国徽的图案代表菲律宾的三个历史时期，即西班牙殖民统治时期、美国殖民统治时期和菲律宾共和国时期。国徽的上方和中部代表菲律宾共和国时期，底色都是白色，上方有三个金黄色的五角星，代表菲律宾群岛的三大区域——吕宋、米沙鄢和棉兰老。中部是有八道金黄色辐射线的太阳，表示阳光普照全国。国徽的左下方代表美国殖民统治时期，蓝色的底面上绘有一只向左看的金黄色的美国秃头鹰，左爪握着橄榄枝，表示和平；右爪握着三支矛，表示随时准备战斗，以保卫和平。国徽的右下方代表西班牙殖民统治时期，红色的底面上绘有一只跃立的金黄色的狮子，这是采用当时西班牙莱昂王国国旗上的竞狮图形。

## 历代国徽
- 菲律宾第一共和国
- 美属菲律宾
- 菲律賓自由邦
- 菲律賓自由邦
- 菲律宾第二共和国
- 菲律宾第二共和国
- 菲律宾共和国

## 歷史国徽
| 圖 | 國家             | 使用           |
| -- | ---------------- | -------------- |
|    | 菲律宾第一共和国 | 1898年－1901年 |
|    | 美属菲律宾       | 1905年－1935年 |
|    | 美属菲律宾       | 1935年－1940年 |
|    | 菲律宾自由邦     | 1940年－1941年 |
|    | 菲律宾自由邦     | 1941年－1946年 |
|    | 菲律宾第二共和国 | 1943年－1945年 |
|    | 菲律宾第二共和國 | 1943年－1945年 |
|    | 菲律宾共和國     | 1946年－1978年 |
|    | 菲律宾共和國     | 1978年－1985年 |
|    | 菲律宾共和国     | 1986年－1998年 |
|    | 菲律宾共和国     | 1998年至今     |